# Anthony Ortega
Pour les articles homonymes, voir Ortega.
Anthony Yoel Ortega Martínez (né le 24 août 1985 à Ocumare del Tuy, Venezuela) est un ancien lanceur droitier au baseball.

## Biographie
Anthony Ortega est recruté comme agent libre amateur le 13 octobre 2003 par les Angels de Los Angeles. Il débute en ligues mineures en 2006.
En 2008, Ortega joue principalement en Double-A avec les Arkansas Travelers (22 matchs comme lanceur partant pour 9 victoires, 7 défaites et une moyenne de points mérités de 3,73), mais découvre également avec succès la Triple-A sous les couleurs des Salt Lake Bees : six matchs comme lanceur partant pour 5 victoires, aucune défaite et une moyenne de points mérités de 2,52. Il est désigné meilleur lanceur de ligues mineures de l'organisation des Angels.
Handicapé par une légère blessure à l'occasion de l'entraînement de printemps 2009, Anthony Ortega ouvre la saison en Triple-A. Il fait ses débuts en Ligue majeure le 25 avril 2009 lors d'une rencontre face aux Mariners de Seattle. Il joue trois matchs comme lanceur partant en 2009 mais ne remporte aucune victoire, contre trois défaites.
Le 15 novembre 2011, après deux saisons entièrement passées en ligues mineures, il est libéré par les Angels.
Ortega est absent en 2012 après une opération de type Tommy John au coude droit mais fait un retour sur le monticule en fin d'année dans la Ligue d'hiver du Venezuela.
Il rejoint les Royals de Kansas City le 16 novembre 2012.

## Statistiques
| Saison | Équipe    | G | GS | CG | SHO | V | D | SV | IP   | SO | ERA  |
| ------ | --------- | - | -- | -- | --- | - | - | -- | ---- | -- | ---- |
| 2009   | LA Angels | 3 | 3  | 0  | 0   | 0 | 2 | 0  | 12.2 | 7  | 9,24 |
| Totaux | Totaux    | 3 | 3  | 0  | 0   | 0 | 2 | 0  | 12.2 | 7  | 9,24 |

Note: G = Matches joués ; GS = Matches comme lanceur partant ; CG = Matches complets ; SHO = Blanchissages ; 
V = Victoires ; D = Défaites ; SV = Sauvetages ; IP = Manches lancées ; SO = retraits sur des prises ; ERA = Moyenne de points mérités.